# Татарське національне вбрання

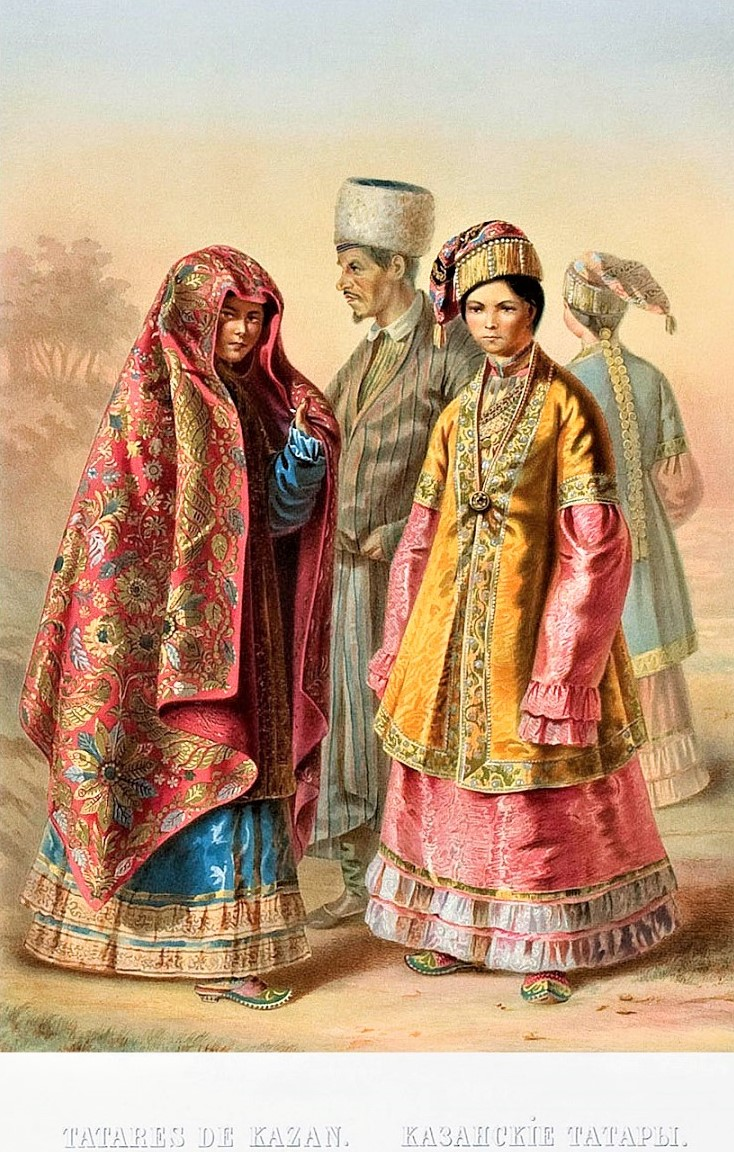
Казанські татари в національному вбранні. 1862 г.

Татарське національне вбрання — національний одяг татар, створений на усіх етапах історії татарських земель.
Татарський костюм — збірне поняття. Під татарським костюмом слід розуміти вельми широкий спектр національного одягу різних субетносів татарського народу. Сучасний татарський національний стрій, сформувався лише у XIX столітті. Сильний вплив на татарський стрій справили також традиції східних народів та іслам.
Основу національного строю складають кюлмек (сорочка-сукня) і шаровари, а також бешмет, чекмень і казакин. Як верхній одяг часто надягають халат. Слово халат походить від арабського слова «хільгат», верхній елемент робочого одягу. Також була і чоба — легкий, без підкладки, верхній одяг. Шили її здебільшого з лляних або конопляних тканин домашнього виробництва, довжиною трохи нижче колін. Чекмень — приталений довгополий, селянський демісезонний одяг. У дівчат прикрасою костюма була жилетка або фартух.

## Чоловіче вбрання
Традиційне татарське чоловіче вбрання відзначалось помітною різноманітністю і відносною свободою вибору форм. У ньому поєднувалися довгі і короткі форми рукавів, різні форми коміра. Залежно від матеріальних можливостей його шили з фабричної тканини, з полотна і сукна домашнього вироблення, хутра. Основу чоловічого традиційного вбрання становить сорочка і штани, зшиті з порівняно легких тканин.
Сорочка була лише закритою. Вона шилася дуже вільною, до колін, з широкими і довгими рукавами і ніколи не підперізувалися. Сорочка з коміром-стійкою особливо переважала серед казанських татар. Відкладний комір зустрічався лише на обрядових весільних сорочках з білої тканини. Білі домоткані сорочки прикрашалися вишивкою тамбуром — легким вільним рослинним орнаментом — або позументною тасьмою. Подібне оформлення святкових сорочок дуже характерне для татар загалом. В Уфимському, Златоустівському повітах Уфимської губернії зустрічалася біла домоткана сорочка, прикрашена оригінальним орнаментом-вишивкою.

Фартухи в чоловічих комплектах одягу і в середині XIX ст., і в кінці XIX — початку XX ст. фігурують як в робочому, так і в повсякденному вбранні, особливо у молодих чоловіків.

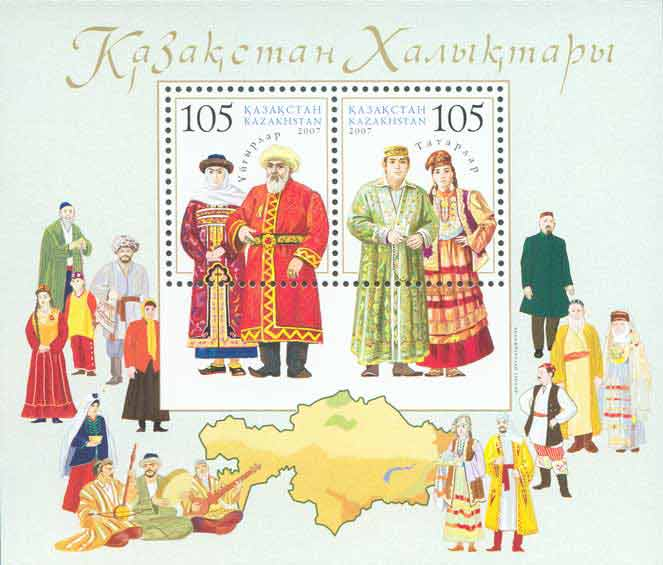
Уйгури й татари в національному вбранні. Поштова марка Казахстану, 2007 г.

Штани за кроєм представляють широковідомий поясний одяг тюркомовних народів, що отримав в етнографічній літературі назву «штани з широким кроком». Чоловічі домоткані штани шили зазвичай з крашенини темних тонів, але частіше зі смугастої грубої паперової тканини з різноколірних ниток, в різних поєднаннях червоних, чорних, білих, синіх, зелених вузьких смуг. Святкові і весільні штани наречених шилися з домотканої тканини з дрібними візерунками. У другій половині XIX ст. набувають поширення нетрадиційні види верхніх штанів. Їх шили на європейський лад на поясі, з бічними швами й кишенями, з розрізом спереду і з застібками на ґудзиках.
В середині XIX ст. татари носили одяг з цільною приталеною спинкою. Її зазвичай шили з наглухо закритим коміром, з викроєними плечима. До цього виду одягу відносяться камзол, козаки. Камзол вдягали поверх сорочки і штанів і він сприймався як різновид домашнього вбрання: у ньому на вулицю виходили рідко, особливо в містах. Камзол входив в комплекс чоловічого одягу всіх груп татар, за винятком єлабузьких і молькієвських кряшен. Козаки був різновидом демісезонного одягу. Довжина його залежала від віку і соціального стану людини. Одним з архаїчних видів верхнього одягу є чоба, легка, домоткана з чисто-білого або в дрібну смужку лляного або конопляного полотна. Чоба побутувала у татар Передкам'я, Пермського і Уфимського Приуралля.
Чоловічі головні убори поділяються на домашні (нижні) і вихідні (верхні). До нижніх головних уборів належить тюбетейка, має вигляд невеликої шапочки на маківці, поверх якої надягали всілякі тканинні та хутряні шапки. Найбільш ранні верхні убори — круглі «татарські», конусоподібної конструкції шапки, кроєні з чотирьох клинів з хутряним околишем. У городян найчастіше були поширені циліндричні шапки з плоским верхом і твердим околишем з чорного каракулю. Помітних регіональних відмінностей у використанні головних уборів у чоловіків, за деякими винятками, не фіксується.

## Жіноче вбрання

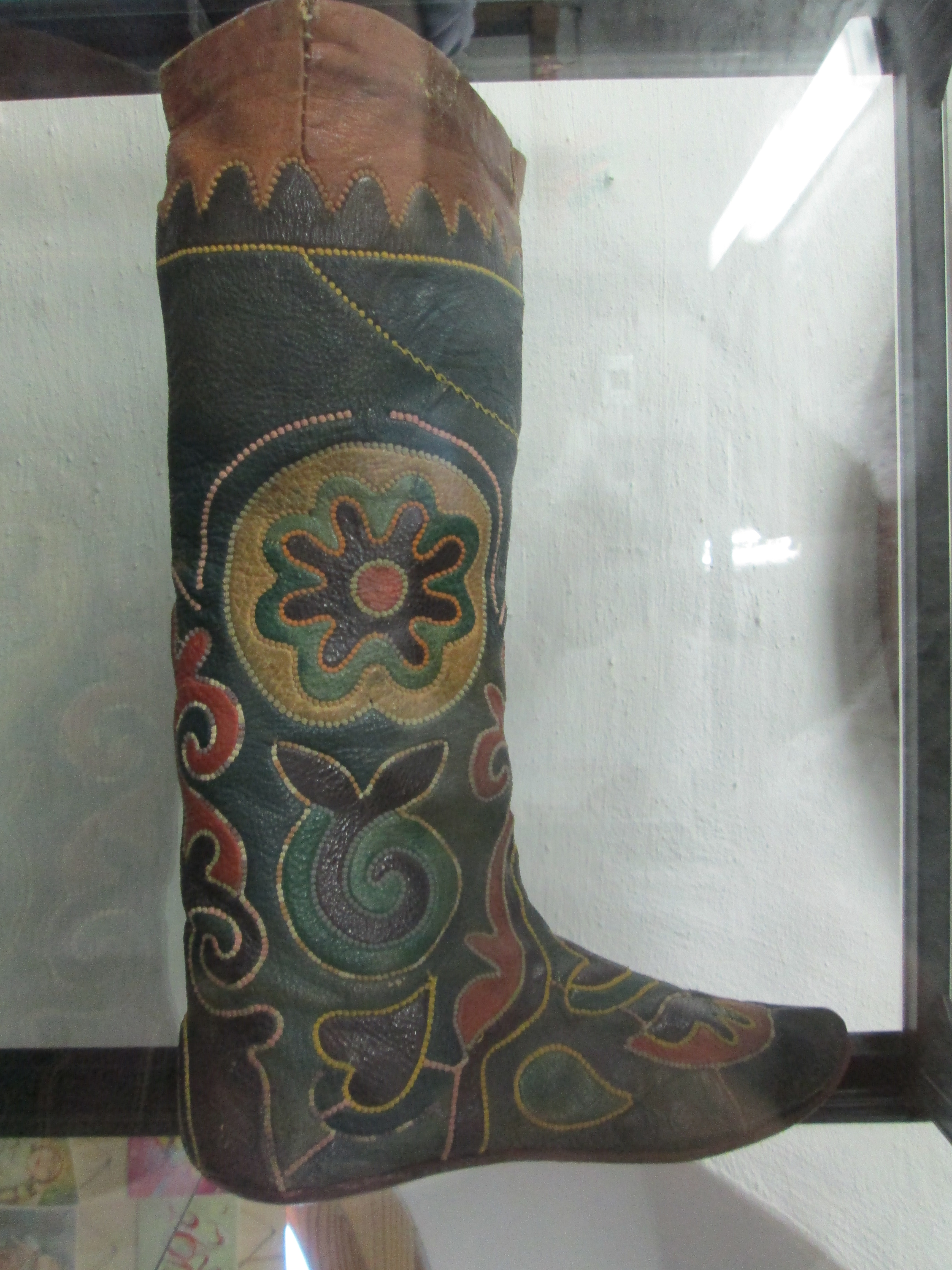
Ічиги (читекләр) — традиційне взуття

Татарське жіноче вбрання різноманітніше порівняно з чоловічим. У ньому помітніші територіальні особливості краю та декоративно-ужиткового мистецтва. У другій половині XIX століття ці територіальні особливості і в жіночому костюмі все більше поступаються місцем загальнонаціональному татарському наративу. У число елементів нижнього одягу входять сорочка, нижній нагрудник — кукрекче і штани. Це поєднання притаманне практично кожному комплексу костюма і є його традиційною основою.
На всіх татарських землях ці елементи мають практично спільний крій та назву, що свідчить про їх архаїчність. Сорочка служила натільним одягом і сукнею. У спекотну погоду сорочка виконувала функцію і верхнього одягу. Зазвичай поверх неї надягали відкритий (розстебнутий, не запнений) одяг. Жіноча подібна до туніки сорочка ідентична чоловічий, що взагалі характерно для древніх форм одягу. На відміну від чоловічих жіночі сорочки шилися довгими, до гомілок. В середині XIX століття визначаються три варіанти жіночих сорочок. В середині XIX століття у татарок із заможних верств суспільства сорочки шилися з дорогих покупних «китайчатих» тканин. Декоративною окрасою таких сорочок — використання різноколірних шовкових і атласних стрічок і мережив. Тунікоподібні сорочки з покупної тканини побутували практично повсюдно.
Штани — невід'ємний елемент традиційної нижнього одягу жінок. Основні їхні типи — «штани з широким кроком» по крою аналогічні чоловічим, По колірному переваги жіночі штани були однотонні, з крашенини.
Фартухи — алъяпкыч, алчупрэк, алъяпма також є вельми примітною приналежністю жіночих та дівчачих комплексів одягу, особливо кінця XIX — початку XX століть. Візерункові домоткані фартухи носили поверх сорочки, а молоді кряшенки часто їх пов'язували і поверх камзола. Традиційний фартух трохи коротший за сорочку, щоб було видно прикрашену частину її подолу.
Найбільш раннім різновидом верхнього хутряного одягу татарок була шуба з кльошем — чабулы тун з овчини або лисячого хутра, довжиною нижче колін, з довгими рукавами, низьким стоячим коміром та застібкою на шкіряних ґудзиках або гачках. Жінки з селянської сім'ї середнього достатку мали шуби з овчини, покривали їх фабричною тканиною. Зустрічалися білі дівочі шуби з недубленої овчини — ак берен тун.
Традиційне взуття різних статей відрізнялося лише деякими нюансами (особливостями декоративного оформлення, висотою каблука, розмірами халяв). На босу ногу татари надягали панчохи — оек, які розрізнялися і за матеріалом, і за формою.
Існували панчохи суконні та в'язані з вовняних ниток. Своєрідний і вельми оригінальний вигляд нижньої взуття — нагомілники. Вони використовувалися для обгортання гомілки, виготовлялися з негрубого, частіше лляного полотна довжиною 70-80 см.
З верхнього взуття найбільш поширеним було взуття шкіряне і валяне. Високі, до колін, чобітки з м'якої шкіри з м'якою підошвою — читек виготовлялися з юфти, хрому і сап'яну. З високого взуття носили чоботи на твердій підошві — итек. З низького шкіряного взуття більш буденними і повсякденними були калоші — кэвеш ката, які використовували і як самостійне взуття, і в комплексі з ічигами (тат. читекләр). Постоли — чабата, були у татар робочим взуттям — найлегшими та зручними для польових робіт.

## Головні убори
Серед чоловічих головних уборів особливе місце зайняла тюбетейка.
Частина національної інтелігенції в кінці XIX — початку XX століть, слідуючи тодішньою модою наслідування турецьким традиціям, почала одягати фески. Основним головним убором у жінок був калфакі.
Серед мусульманського духовенства у татар також було поширено носіння чалми.

## Взуття
Взуттям у міських татар були ічиги (чітек). У сільській місцевості носили чабата (постоли)